# 塚本政登士
塚本 政登士（つかもと まさとし、1908年〈明治41年〉12月4日 - 1983年〈昭和58年〉8月8日）は、日本の陸軍軍人、陸上自衛官、陸将。陸士42期、陸大53期。兵科は砲兵科（特科）。

## 経歴
塚本政重の長男として福岡県に生まれる。福岡県中学修猷館、熊本陸軍幼年学校（27期）を経て、1930年（昭和5年）7月、陸軍士官学校（42期）を卒業。
砲兵少尉に任官し、野戦重砲兵第1連隊附となる。その後、陸軍砲工学校を経て、1940年（昭和15年）6月、陸軍大学校（53期）を卒業し、砲兵大尉に進み、北支那方面軍参謀となる。ここで、4年間に亘って、ゲリラ戦を展開する毛沢東軍（八路軍）と戦っている。その後、大本営参謀（戦争指導班）、再度北支方面軍参謀、1944年（昭和19年）3月、砲兵中佐に進級、同年4月、台湾第71師団参謀となり終戦。
戦後、6年間田園生活をした後、1952年（昭和27年）7月、警察予備隊に入隊。同年8月、第62連隊長、陸上自衛隊特科学校長、陸上自衛隊富士学校特科部長、1957年（昭和32年）8月、陸将補に昇任し、陸上自衛隊高射学校長、第1特科団長を歴任。
1961年（昭和36年）8月、第8混成団長に就任、翌1962年（昭和37年）7月、陸将に昇任する。同年8月に、第8混成団が第8師団に称号変更、改編されると、その師団長に就任。その後、1964年（昭和39年）3月、富士学校長を経て、1965年（昭和40年）3月、北部方面総監に就任する。1966年（昭和41年）7月1日退官。
1983年（昭和58年）8月8日、すい臓がんで死去した（享年74）。叙・従四位。

## 栄典
- 勲二等瑞宝章 - 1979年（昭和54年）4月29日[8]

## 著書
- 『進め自衛隊──ある野戦将軍の回想と提言』（軍事研究社、1971年）
- 『日本防衛史』（原書房、1976年）